# Брезє-при-Бойснем
Брезє-при-Бойснем (словен. Brezje pri Bojsnem) — поселення в общині Брежиці, Споднєпосавський регіон, Словенія. Висота над рівнем моря: 254,7 м.